# Königsbrunn
Königsbrunn este un oraș din districtul Augsburg, regiunea administrativă Șvabia, landul Bavaria, Germania.